# ニヴァータカヴァチャ
ニヴァータカヴァチャ (Nivatakavacha) とは、インド神話に登場するアスラの一部族名である。ニヴァータカヴァチャとは「射通せない鎧を着た者」という意味である。ヒラニヤプラに住む。
『マハーバーラタ』では、ニヴァータカヴァチャのアスラ達は3000万人とも言われている。この部族は海底に住むとされ、強力な魔力を持ち、神秘主義的で強力な武器を持つという。彼らは最終的にアルジュナによって滅ぼされたという。